# Quetzin (Plau am See)
Quetzin ist ein Ortsteil der Stadt Plau am See im Osten des Landkreises Ludwigslust-Parchim in Mecklenburg-Vorpommern.

## Name
„Quetzin“ geht zurück auf Cucin, Cuzin oder Cutin. Ursprung ist wohl das slawische Wort chitza oder chitiza, was so viel bedeutet wie „Wohnstätte der Fischer“ oder „Fischerhüttenort“.

## Lage

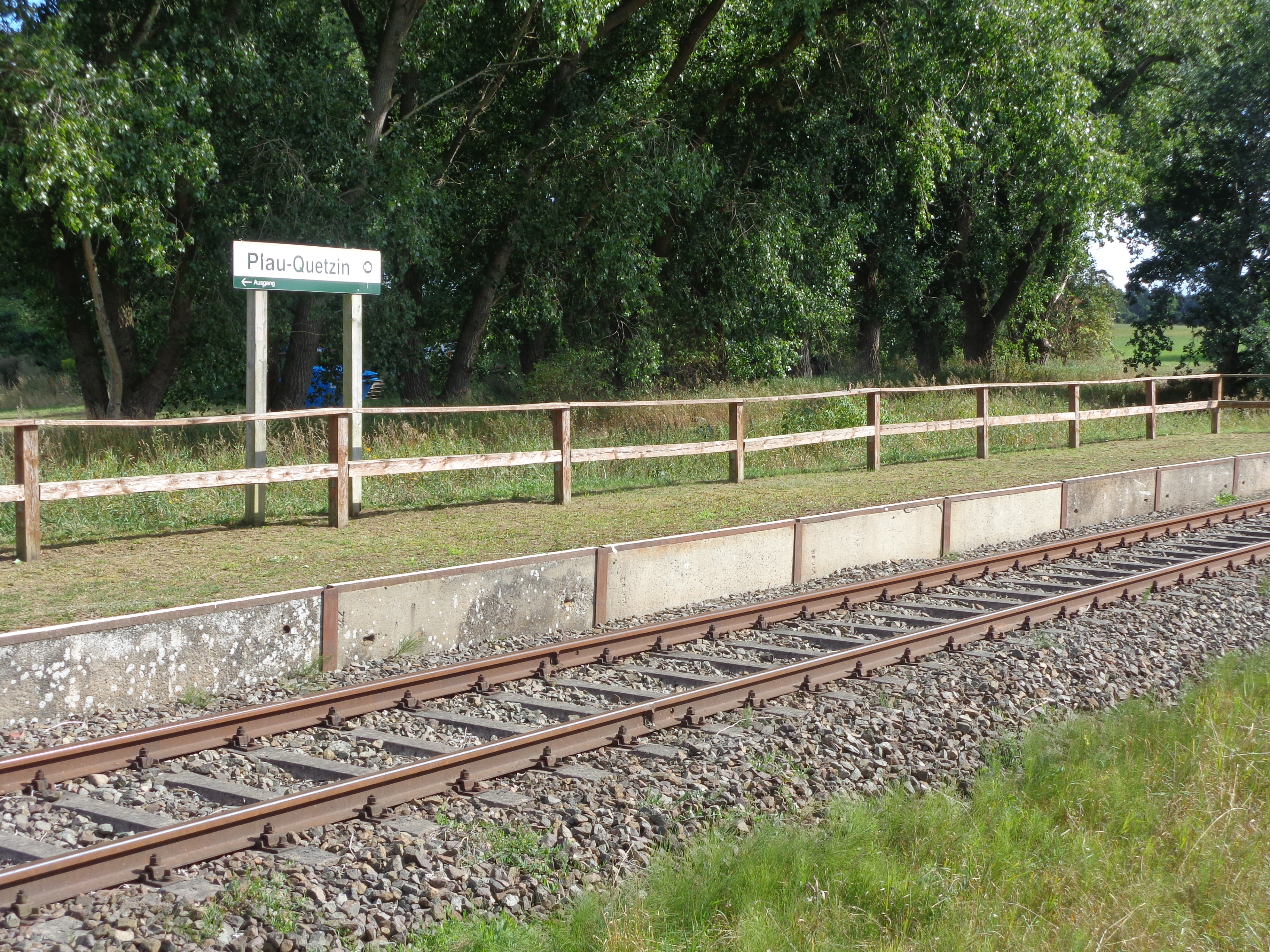
Haltepunkt Quetzin

Quetzin ist die älteste Siedlung am Westufer des Plauer Sees. Sie liegt in einem sanfthügeligen sandigen Heidegebiet südlich der Leistener Lanke, einer Bucht des Plauer Sees. Am westlichen Ortsrand verlaufen die Bundesstraße 103 und die (stillgelegte) Bahnstrecke Güstrow–Meyenburg.

## Slawenzeit
Etwa in der Zeit um das Jahr 700 kamen slawische Siedler aus dem Osten kommend in das nach dem Abzug der Germanen nahezu menschenleere Gebiet des heutigen Mecklenburg. Mit der Zeit bildeten sie eine Stammeshierarchie heraus. Zu den kleinsten Stämmen gehörten die Bethenzer, die ihren Siedlungsraum in der Region westlich des Plauer Sees hatten und schon früh in den Stamm der Warnower aufgingen.
Auf einer Untiefe, bzw. flachen Insel im Plauer See errichteten die Slawen im 10. Jahrhundert eine Burganlage, die ihnen Schutz bot. Das eigentliche Dorf lag am naheliegenden Ufer. Eine letztmals 1182/83 erneuerte Brücke verband beides. Das umliegende Land war nicht sehr fruchtbar, doch mit einfachem Werkzeug (Hakenpflug) leicht zu bearbeiten. Sicher trieben sie auch Fischfang im Plauer See.

## Das alte Dorf Quetzin
Im Zuge der Unterwerfung und Christianisierung des Slawenlandes östlich der Elbe setzte Heinrich der Löwe in den Hauptburgen des Landes aus seinem Gefolge christliche Vögte ein. Der 1160 eingesetzte Quetziner Vogt war Ludolf von Braunschweig, der sich jedoch nur kurze Zeit behaupten konnte. Pribislaw (Mecklenburg), Sohn des bei den Kämpfen umgekommenen Slawenfürsten Niklot, gelang es 1164, die Burg Quetzin zurückzuerobern; er musste sich jedoch 1167 der Übermacht endgültig unterwerfen. Pribislaw bekam Teile des westlichen Landes als Lehen. Sein Neffe Nikolaus I. (Mecklenburg) erhielt mit dem Land Kessin und dem Land Quetzin das alte Stammesgebiet der Warnower, starb jedoch kinderlos. Ihm folgte 1200 mit Heinrich Borwin I., ein Sohn Pribislaws.
Da sich das abseits gelegene Quetzin nicht für eine Vogtei und Herausbildung eines Handelsortes eignete, wurde nach der Gründung der Stadt Plau am See durch Heinrich Borwin I. (um 1225) die Vogtei dorthin verlegt. Die Neuordnung der politischen Verhältnisse brachte den Dorfbewohnern weitere Nachteile, verloren sie doch das Fischereirecht, das nun den Landesherren zustand. Mit einem Ritter von Quetzin hatte der Ort zwar einen landesherrlichen Vasallen; er regierte
allerdings nur über ein Bauerndorf. Im Jahr 1270 oder 1271 verwüstete ein verheerender Brand das Dorf. Von 40 ansässigen Bauern – das Dorf war mit 40 Hufen belehnt – fingen nur rund die Hälfte wieder neu an; dadurch konnten sie ihre Höfe allerdings vergrößern. Die anderen zogen wahrscheinlich in das für sie attraktivere Plau. Um 1300 starb die Familie von Quetzin aus.
Bereits 1255 hatte die junge Stadt Plau von Pribislaw I., Herrn zu Parchim-Richenberg, u. a. das Kaufrecht am Dorf Quetzin zugesichert bekommen. Sie nahm es sehr bald wahr. 1308 verkaufte Fürst Nikolaus II. (Werle) das Dorf an die Stadt. Die verbliebenen zwölf Bauern waren nun gegenüber der Stadt Plau abgabenpflichtig. Sie erhielten ab 1337 gegen Zahlung einer Pacht wieder das Recht der kleinen Fischerei. 1496 lebten im Dorf in zwölf Bauernfamilien 33 Einwohner (ab 14 Jahren); Kinder wurden nicht gezählt. Einhundert Jahre später war die Zahl der Bauernhöfe auf neun gesunken. Tiefpunkt war die Zeit des Dreißigjährigen Krieges. 1641 lebten nur noch ein Bauer mit seiner Frau als einzige Bewohner im Dorf. Das „Beichtkinderverzeichnis 1704“ nennt für Quetzin 18 erwachsene Einwohner auf vier Bauernhöfen – Hufe I bis IV – und in einem Hirtenkaten. An diesen Zahlen änderte sich in den Folgejahrzehnten kaum etwas. Ab Mitte des 18. Jahrhunderts entstanden in Quetzin auf ehemaligem Kirchenland fünf Büdnereien, deren Inhaber nur wenig Land zum Bewirtschaften besaßen und darum auf Einkünfte aus anderem Gewerk, insbesondere Handwerk angewiesen waren. So gab es einen Weber, einen Schneider und zeitweise auch einen Schmied. In der 1776 erbauten und bis heute erhaltenen Büdnerei II befand sich die Dorfschule.
Im Jahr 1853 erfolgte eine Separation der vier Bauernstellen mit anschließender Neuverlosung unter den Bauern. Dabei wurde die südlich des Friedhofs gelegene Hufe IV von ihrem neuen Besitzer aus dem alten Dorf heraus in die unmittelbare Nähe des nordwestlich gelegenen Heidensees verlegt. Die fünf Büdnereien und der Hirtenkaten blieben von den Veränderungen weitgehend unberührt. Quetzin hatte seinerzeit etwa 60 erwachsene Einwohner, eine Zahl, die sich erst mit der Siedlungsbildung nach dem Ersten Weltkrieg erhöhen sollte (vgl. unten).

### Die Pfarre Quetzin
Auch wenn dies nicht beurkundet ist, stifteten die neuen christlichen Herren nach Eroberung des Landes neben einigen Klöstern auch zahlreiche Kirchen. Die Bedeutung Quetzins als eines der Hauptzentren des ehemaligen Slawenlandes legt dies mit der Einsetzung eines Vogtes (1160) auch hier nahe. Zu dieser ursprünglichen Pfarre gehörten alle umliegenden Dörfer und Siedlungen. Dazu zählten neben Leisten und Zarchlin sicher auch das kleine Plawe (das spätere Plau) und die später in der Feldmark Plau untergegangenen Dörfer Grapentin, Gedin, Gardin, Slapsow, Gaarz und Wozeken. Mit Gründung und Ordnung der Pfarren Plau und Kuppentin (1235) verblieben nur Leisten und Zarchlin. Am 24. Juni 1264 beschenkte der Knappe Reinward von Quetzin als Letzter seiner Familie die Pfarre mit zwei ihm gehörenden Katen, zwei kleinen Aalwehren und einigen Hebungen. Nur wenig später (um 1270) wird das Dorf und mit ihm die Kirche und das Pfarrhaus durch Brand vernichtet. Da bei dem Brand auch alle Urkunden verloren gingen, erstellt Pfarrer Heinrich am Nikolaustag 1271 unter Zeugen ein Verzeichnis des Kirchenbesitzes und der Einkünfte daraus. Dies zeigt einen gewissen Wohlstand im Ort, der es auch ermöglichte, eine neue Nikolai-Kirche zu errichten, die am 17. April 1325 mit der Weihe des Hochaltars durch Bischof Johann von Schwerin fertiggestellt war.
1348 gab Pfarrer Albern von Tralow die 6 Pfarrhufen und 3 Katen der Stadt Plau in ewige Erbpacht, was den allmählichen Niedergang der Pfarre zur Folge hatte. Dennoch konnte im Jahr 1522 eine neue Glocke gegossen werden. Um 1600 ist die Kirche mangels Geld zur Erhaltung jedoch bereits baufällig. 1616 wurde Christian Köppen der letzte Pfarrer des Ortes. Der Dreißigjährige Krieg wütete in der Region ganz besonders. Köppen starb 1638 an der Pest, die Kirche war zu Teilen eingestürzt, das Pfarrhaus von Soldaten niedergerissen, 1641 war in Quetzin lediglich noch ein Haus von einem Bauern und seiner Frau bewohnt. 1647 wurden die Glocken aus dem Turm genommen, 1648 der einsturzgefährdete hölzerne Kirchturm abgetragen. Zwei Glocken kamen 1649 zur Kirche nach Goldberg, die 1643 ausgebrannt war. Am 24. Juni 1793 ist die Kirchenruine schließlich auf Abbruch verkauft worden. Mitte des 19. Jahrhunderts waren noch Fundamentreste vorhanden, die um 1868 beseitigt und in der Friedhofsmauer verbaut wurden. Heute kündet keine Spur mehr von der Quetziner Kirche. Einzig die erhaltene Glocke von 1522 klingt vom Plauer Kirchturm. Sie trägt in gotischer Minuskel die umlaufende Inschrift:

### Quetziner Pastoren
Die nachgewiesenen Quetziner Pastoren waren:
- 1264, 1271 Heinrich
- 1293 Heinrich
- 1348, 1355 Albern von Tralow
- 1358, 1373 Johann Symachel
- 1518– nach 1564 (1571?) Joachim von der Loo (von der Lühe)[A 2]
- 1572–1574 Johann Boldt (Bolte)
- 1574–1581 Gregor Malow
- 1581–1604 Johann von der Heyde
- 1606–1615 Martin Kracht
- 1616–1638 Christian Köppen

## Siedlung Quetzin

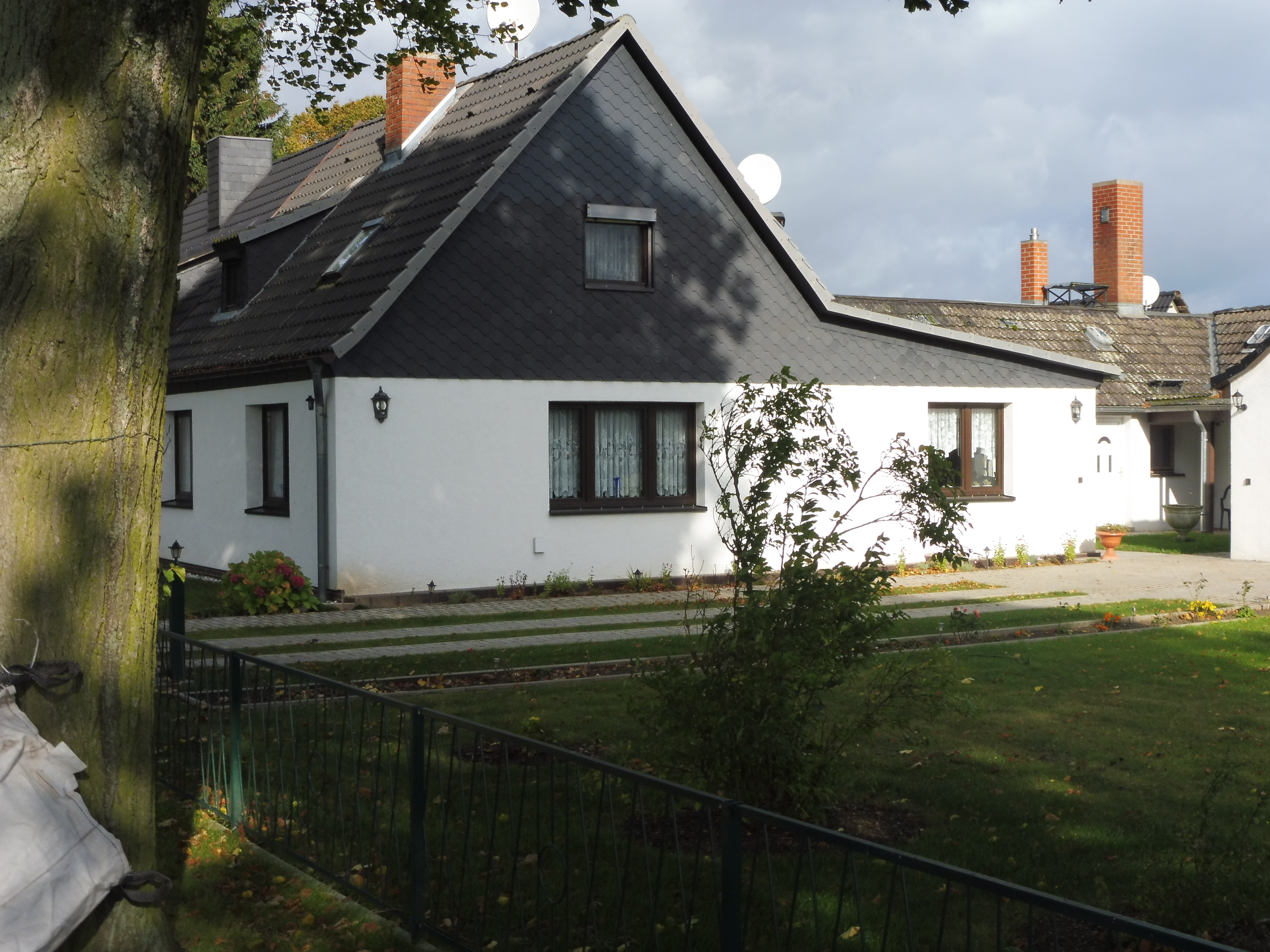
Siedlungshaus

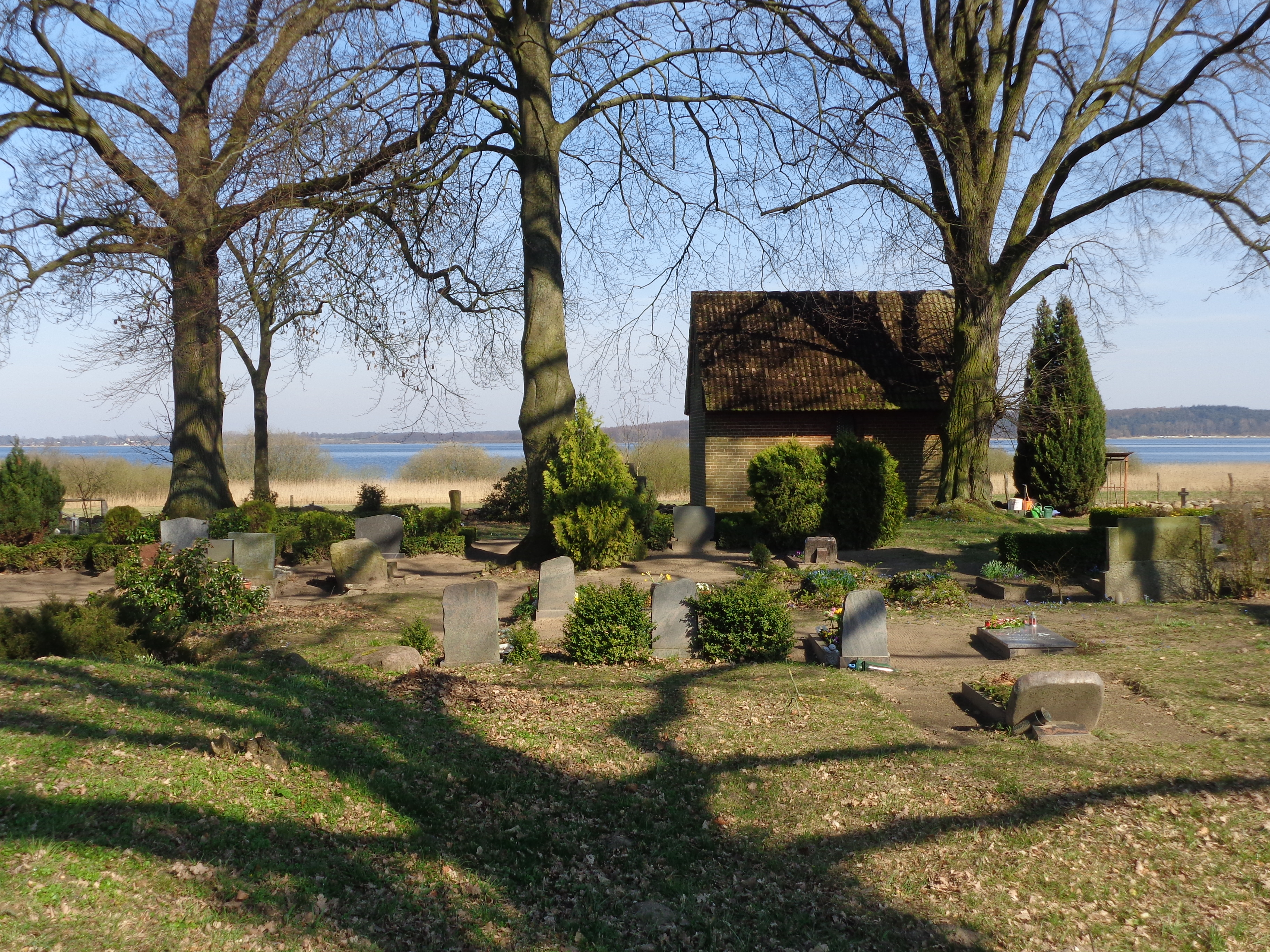
Friedhof beim Rosenhof

Obwohl sich Quetzin bereits seit 1308 im Besitz der Stadt Plau befand, wurde erst am 26. Oktober 1921 ein Eingemeindungsvertrag abgeschlossen. Dieser stieß bei den Quetzinern auf Widerstand; denn sie verloren einige Privilegien, besonders Steuervorteile. Das führte bis 1928 sogar zur Zahlungsunfähigkeit einiger Bewohner. Eine Einigung konnte erst 1935 besiegelt werden.
Aus verschiedenen Gründen gab es nach Ende des Ersten Weltkrieges ungewöhnlich viele Besitzerwechsel der Bauernstellen. Mit Fortschreiten der Deutschen Inflation 1914–1923 wurden Ländereien zum Spekulationsobjekt, wobei sich einige Besitzer verspekulierten. 1918 erwarb Christian Rose Hufe II, die nun den Namen Rosenhof trägt, und noch bis heute zum Familienbesitz der Familie Rose zählt. 1924 kaufte Christian Rose auch die Hufe III und drei Büdnereien. Die Wirtschaftskrise erfasste zunehmend auch die Landwirtschaft, insbesondere in Gebieten mit kargen Ackerböden wie in Quetzin. Im Juni 1929 beschloss die Stadt Plau zur Weiterentwicklung des Ortes als „Sommerfrische“ den Bereich Quetzin und entlang der Quetziner Straße zwischen Quetzin und der Stadt Plau für Aufsiedlung und Bebauung vorzusehen. Mit Vertrag vom 1. Juni 1929 sicherte der Berliner Stadtrat i. R. Gustav Nilson zu, 200 Siedlungsstellen für Beamtenfamilien zu erschließen. Innerhalb von vier Monaten konnte er 55 große Parzellen verkaufen, davon 4 an der Leistener Lanke, 41 im Dorf und 10 im Plauer Ortsteil Heidenholz. Die Preise betrugen 30 bis 50 Pfennig je Quadratmeter. Am 3. Dezember 1929 gründete sich die Interessengemeinschaft „Plauer Siedler“ mit 65 Mitgliedern aus Berlin. Ende März 1930 erwarb Carl Grunert aus Berlin die Hufe III, wenig später auch Teile der Hufe I. Sein Interesse lag hauptsächlich in der geförderten Siedlertätigkeit im Rahmen der NS-Kriegsopferversorgung (NSKOV). 1933 verkaufte Grunert 52,4 Hektar an die NSKOV.

„Die Siedlung Quetzin soll als Beamten- und Rentner-Siedlung aufgezogen werden. Käufer verpflichten sich daher, auf der verkauften Parzelle keine Irrenanstalten, Lungenheilstätten, Industrieanlagen, Lagerschuppen, Sandgruben oder dergleiche Anlagen, welche den Charakter der Siedlung stören oder verändern würden, einzurichten oder anzulegen.“

In kurzer Zeit errichtete die NSKOV 33 Doppel- und fünf einfache Häuser sowie ein Ferienheim „Haus am See“. Einheitlich gebaut, hatten die Wohnhäuser eine Wohnküche, drei Zimmer und eine Waschküche. Zum Grundstück gehörten noch 1 Morgen (ca. 2500 m²) Gartenland und ein Stall. Die Miete mit Kaufpreistilgung betrug 28 Reichsmark. Ein käuflicher Erwerb kostete um 4600 RM. Die Leitung der Siedlungsentwicklung oblag dem Regierungsbaumeister Kluth, einem Kultur- und beeideten Vermessungsingenieur aus Schwerin. In der weiteren Folge geriet die Siedlertätigkeit ins Stocken und kam mit Beginn des Zweiten Weltkrieges nahezu zum Erliegen. Das Ende des Krieges setzte den Schlusspunkt. 1955 übernahm der Agraringenieur Hans-Ulrich Rose mit seiner Frau Edeltraud die Hufe II von seinem Vater Hermann Rose und dessen Frau Erna Rose. Mit der Aufsiedlung der ehemaligen Hufen I und III verblieben nur noch die Hufen II (Familie Rose) und IV (am Heidesee) als landwirtschaftliche Betriebe in Nutzung. Aus der Hufe II erwuchs das am 22. März 1994 eröffnete Landhotel Rosenhof. Die Hufe IV wird weiterhin als Bauernhof genutzt.
2009 hatte Quetzin 463 Einwohner.

## Klinikstandort

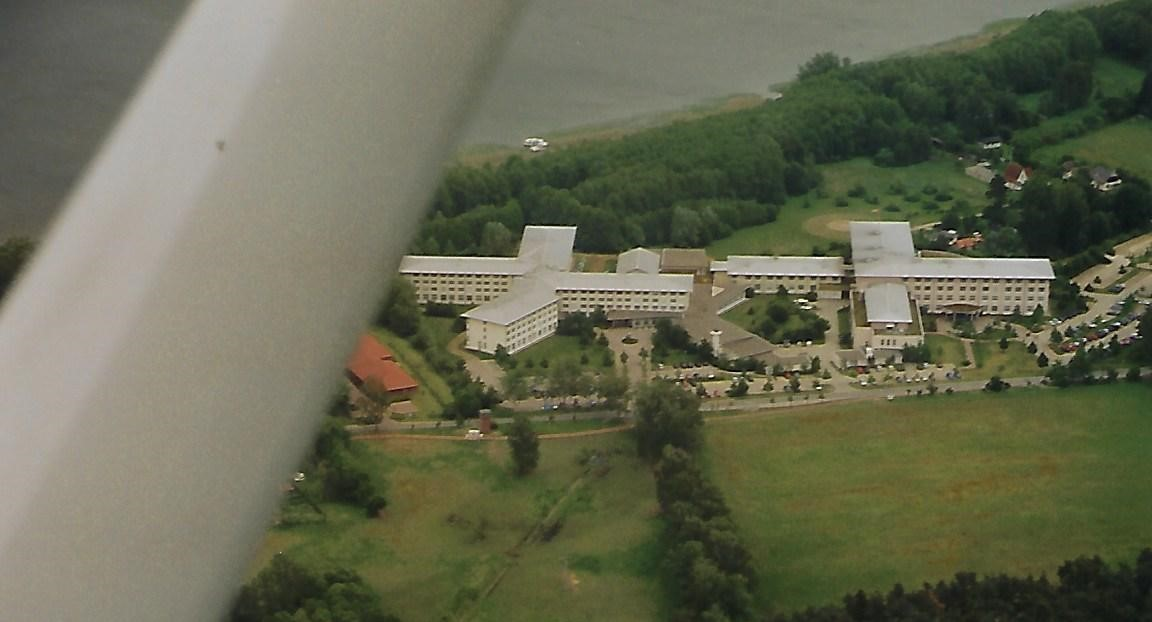
Rehazentrum und Krankenhaus

Am Rande des Dorfes Quetzin in Richtung Plau errichtete Rüdiger Hurrle ab 1992 den ersten Krankenhausneubau in Mecklenburg-Vorpommern. Schon der Bau der Rehaklinik wurde mit dem Landrat Jürgen Andrees und Plaus Bürgermeister Axel Tohtz abgestimmt. Die dreistöckigen Gebäude liegen am Plauer See, sind aber durch Bruchwald verdeckt. Das Haus besteht aus zwei dreiflügeligen Gebäudeteilen mit einem Verbindungsbau und einer Zentralküche. Nach dem Vorschlag von Friedrich Loew war ein überregionales Fachkrankenhaus für Neurologie/Neurochirurgie und Orthopädie geplant. Es sollte die hochspezialisierte Akutversorgung mit anschließender Rehabilitation ermöglichen. Noch in der Bauphase wurde das Fächerspektrum erweitert. In Hinblick auf die neurologische Frührehabilitation (Phase B), die große Intensivstation und den Hubschrauberlandeplatz mit Nachtkennzeichnung wünschte der Landesverband der Berufsgenossenschaften in Berlin die Vorhaltung unfallchirurgischer Kapazitäten mit Durchgangsarzt und (altem) Verletzungsartenverfahren. Das Plauer Stadtkrankenhaus war am 4. August 1993 geschlossen und anschließend zum Altenheim umgebaut worden. Am 30. September 1995 musste Landrat Andrees das Krankenhaus in Lübz schließen. Deshalb hatte man in Offenburg den kommunalen Wunsch nach einer regionalen Allgemeinchirurgie und Inneren Medizin aufgenommen. Die Eröffnungsfeier mit Hausbesichtigung war am 12. Juli 1994. Es sprachen Rüdiger Hurrle, Ministerpräsident Berndt Seite und Prof. Loew. Im September 1994 wurde der klinische Betrieb im Neuroorthopädischen Rehazentrum aufgenommen. Es hatte 160 orthopädische und 80 neurologische Betten. Mit Einführung der Rehabilitationsphase C kehrte sich dieses Verhältnis nach der Jahrtausendwende um. Dem Rehazentrum folgte im Juli 1995 der südliche Krankenhausteil. Mit einer Stroke Unit entstand 1996 eine akutneurologische Abteilung. Von den sieben Chefärzten kamen einer aus dem Universitätsklinikum des Saarlandes, drei aus dem AK Altona und drei aus dem AK St. Georg. Mit Datum vom 30. Dezember 1998 übernahm die Mediclin die Hurrle-Kliniken und damit auch das Klinikum Quetzin. Zum 1. Januar 2012 wurde es Lehrkrankenhaus der Universität Rostock. 2014 wurde das 20-jährige Bestehen des Rehazentrums gefeiert.

## Sehenswürdigkeiten

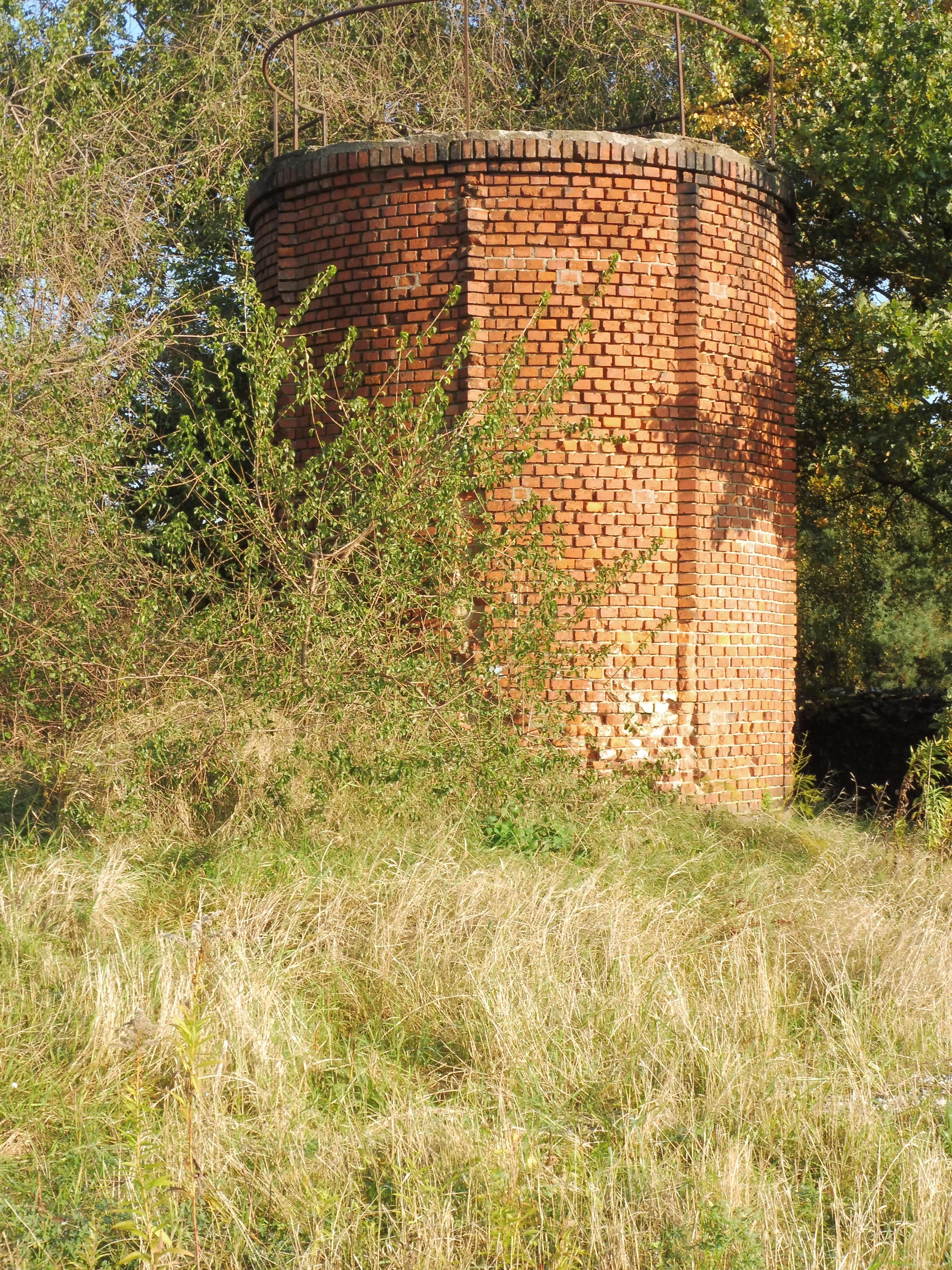
Wasserturm

Die 1776 errichtete Büdnerei in der August-Bebel-Straße 7 ist als Baudenkmal eingestuft.